# Charlotte Odlum Smith
Charlotte Odlum Smith (1840 – 1917) fue una reformista estadounidense, conocida como la mayor autoridad sobre condiciones de trabajo de las mujeres. Fue una lobista formidable para la causa de las mujeres y fue responsable en parte para la indicación obligatoria de los ingredientes en las etiquetas de comestibles. Smith también fue una editora de revistas, activa en ganar reconocimiento para mujeres inventoras.

## Primeros años
Charlotte Smith nació como Charlotte Odlum cerca de la villa de Waddington en upstate New York, en 1840. Fue la mayor de la pareja de inmigrantes irlandeses Richard Odlum y su esposa Catherine. Richard fue anotado como "ocupado en agricultura" en el censo de 1840. Tras una infancia difícil (tres de sus hermanos murieron en la infancia, su padre ausente y su madre sosteniendo a Charlotte y sus otros tres hermanos sobrevivientes dando alojamiento a transeúntes, mudándose frecuentemente lo que interrumpió su educación), se convirtió en la jefa de familia luego de la muerte de Richard a mediados de los años 1850. Durante este periodo, los Odlum viajaron a Nueva Orleans, luego a Nueva York, Boston, Detroit, Cleveland, y Montreal, Quebec, Canadá. Estos viajes fueron hechos parcialmente para buscar asistencia médica para Catherine Odlum, que sufría de una muela.
Antes de cumplir veinte años, Charlotte dirigía su propia tienda en San Luis, Misuri, mientras su madre administraba una casa de huéspedes. En 1860 Charlotte, su madre y dos de sus hermanos viajaron a Cuba, regresando a Nueva Orleans desde La Habana el 21 de marzo de 1861, el mismo día que Luisiana ratificaba la Constitución de los Estados Confederados. Cuando el hermano de Charlotte, David, se enlistó sin tener la edad suficiente para pelear en la guerra civil, la familia intentó llevarlo de vuelta pero se quedaron atrapados en la entonces ocupada ciudad de Memphis, Tennessee durante el resto del conflicto. David, que sirvió bajo el nombre "Charles Rogers" en la 8th Missouri Volunteer Infantry, desapareció tras la batalla de Shiloh; nunca se supo si fue muerto, capturado o desertó. Charlotte, sin embargo, administró el bloqueo de la Unión sobre el río Ohio, y evidentemente ganó miles de dólares en esa actividad. Al mismo tiempo, ella y su madre proveían leche, mantequilla y primeros auxilios a los soldados del ejército de la Unión en Memphis. El 4 de abril de 1864, la casa de los Odlum en Memphis fue derribada por tropas de la Unión para abrir un camino de fuego de la artillería.
Luego de la guerra, la familia se mudó a Mobile, Alabama, donde Charlotte abrió una tienda muy rentable de venta de artículos secos, y Catherine administró múltiples casas de huéspedes. Ahí, Charlotte conoció y eventualmente se casó con Edward Smith, un mercader irlandés. El matrimonio fracasó y, casi inmediatamente después del nacimiento de su segundo hijo, Charlotte se mudó a Chicago. LA librería que empezó ahí fue destruida por el gran incendio de 1871, y ella huyó con sus hijos a San Luis donde publicó un libro sobre el incendio y empezó a editar un periódico.

## Editora
Para 1873, junto con otra mujer de negocios católica, Mary Nolan, empezó su primera revista, la Inland Monthly. Esta publicación era notable en varios sentidos: era editada por una mujer, pero no era una revista para mujeres, contenía inusuales cantidades de información sobre ciencia y virtualmente nada sobre sufragio, y contenía ficción, poesía y ensayos dirigidos a lectores educados en general. Circuló hasta 1878, cuando Smith la vendió por una gran suma y viajó a Washington D. C.

## Lobista por las mujeres trabajadoras
Mientras estuvo en San Luis, Smith había notado los sufrimientos de los desposeídos, incluyendo trabajadores con salario menor al habitual. También vio las desventajas económicas de las mujeres en particular, y empezó a hacer campaña para una igualdad salarial. Se volvió particularmente interesada en los problemas de las prostitutas y de las mujeres inventoras, y se resolvió a tratar de hacer avanzar sus causas en la capital de la nación. Poco a poco logró que la escuchara el Senador Henry W. Blair de Nueva Hampshire, parcialmente por su investigación en apariencia de las condiciones de trabajo para mujeres y niñas, se convirtió en una lobista formidable para sus causas. También fundó un sindicato de cajeras federales llamada la Women's Nation Industrial League, que se incorporó a los Knights of Labor, y fue oradora en convenciones sobre trabajo, algunas veces como la única delegada mujer. En 1886 fundó su segundo periódico, el Working Woman. Este era mucho más radical y menos exitoso que el Inland Monthly. Se publicaron pocos números.
El 19 de mayo de 1885, el hermano de Charlotte Smith, Robert Emmet Odlum, un instructor de natación, decidió saltar desde el Puente de Brooklyn para probar que era posible y murió en el intento. Charlotte visitó Nueva York el 28 de mayo y habló con el coroner William H. Kennedy, quien negó ser responsable de haber extraído el corazón y el hígado del cuerpo de Odlum.
En 1896 la Women's Rescue League, presidida por Smith, aprobó una resolución denunciando que "el uso de bicicletas por mujeres jóvenes porque (producen) sugerencias inmorales y asociaciones imprudentes tanto en lenguaje y vestido lo que tiene una tendencia a hacer no sólo que las mujeres sean menos femeninas sino inmodestas en general". Para inicios de los años 1890, Charlotte Smith ya había sido acreditada en lograr o ayudar a lograr la aprobación de más de 50 leyes en el Congreso, así como juntar información utilizada en el Comité de Educación y Trabajo del senador Blair, y convertirse en la mayor autoridad sobre condiciones de trabajo para mujeres y niñas. Notable entre sus causas exitosas fue la Ley de Exclusión China y leyes contra la adulteración de comida, cosméticos y medicinas. Ella era parcialmente responsable de lograr que se listaran los ingredientes en las etiquetas de los productos.

## Inventoras
Smith también se involucró en la pelea para ganar derechos de mujeres en la Exposición Mundial Colombina de 1892-1893. Específicamente, ella luchó para más reconocimiento del rol primordial de la reina Isabel la Católica en los descubrimientos de Cristóbal Colón y de las mujeres inventoras. En 1892 fundó un tercer periódico, el Woman Inventor que publicó 2 números e hizo una cruzada para una exhibición permanente del trabajo inventivo de mujeres en Washington D. C. Su mayor logro para las mujeres inventoras, sin embargo, fue persuadir a la Oficina de Patentes de los Estados Unidos de emitir una lista de todas las mujeres que tenían patentes a su nombre en los Estados Unidos hasta esa fecha (1883).
Además de trabajar durante legislaturas y mediante organizaciones, Charlotte Smith también tomó acción directa, ayudando personalmente a muchas mujeres pobres y desvalidas, proveyéndolas con albergues abiertos con su propio dinero. Durante esos años (1880s - inicios de 1890s), ella fue una las mujeres más conocidas en los Estados Unidos, con cientos de artículos publicados sobre ella en The New York Times, The Washington Post, el Boston Globe, y periódicos pequeños de localidades tan lejanas como Montana y Hawaii.
El último capítulo de la vida de Smith tuvo lugar en Boston, Massachusetts, donde continuó trabajando para su causa principal, el bienestar y progreso de mujeres trabajadoras, ante las legislaturas de Massachusetts y Maryland, así como en el Congreso. Su fama disminuyó en sus últimos años, y cuando murió en Boston en 1917, fue enterrada en una fosa común. La página 11 de la edición del martes 4 de diciembre de 1917 del Boston Herald publicó un obituario para Charlotte Smith llamándola “campeona de la niña trabajadora y luchadora infatigable contra el vicio y todo lo que encontrara mal en el mundo, murió de neumonía ayer en la noche en el hospital de la ciudad. Tenía 65 años de edad. Fue llevada al hospital el último viernes [30 de noviembre de 1917] desde su casa en el 36 de Oak Street, en el south end de Boston."